# Пінчів (гміна)
Гміна Пінчів (пол. Gmina Pińczów) — місько-сільська гміна у східній Польщі. Належить до Пінчівського повіту Свентокшиського воєводства.
Станом на 31 грудня 2011 у гміні проживало 21744 особи.

## Територія
Згідно з даними за 2007 рік площа гміни становила 212.75 км², у тому числі:
- орні землі: 68.00%
- ліси: 21.00%

Таким чином, площа гміни становить 34.80% площі повіту.

## Населення
Станом на 31 грудня 2011:
| Опис     | Загалом | Загалом | Чоловіки | Чоловіки | Жінки | Жінки |
| -------- | ------- | ------- | -------- | -------- | ----- | ----- |
| одиниця  | осіб    | %       | осіб     | %        | осіб  | %     |
| все      | 21744   | 100     | 10686    | 49.14    | 11058 | 50.86 |
| міське   | 11567   | 100     | 5587     | 48.30    | 5980  | 51.70 |
| сільське | 10177   | 100     | 5099     | 50.10    | 5078  | 49.90 |

## Сусідні гміни
Гміна Пінчів межує з такими гмінами: Бусько-Здруй, Віслиця, Дзялошиці, Злота, Імельно, Кіє, Міхалув, Хмельник, Чарноцин.